# 鶏塚古墳
鶏塚古墳（にわとりづかこふん、京泉シトミ原13号墳）は、栃木県真岡市京泉（きょうせん）にある古墳。形状は円墳。京泉シトミ原古墳群（京泉シドミ原古墳群）を構成する古墳の1つ。栃木県指定史跡に指定されている。

## 概要
栃木県南東部、五行川東岸の低台地上に築造された古墳である。古墳名は昭和の発掘調査の際に鶏形埴輪が多数出土したことに由来する。一帯では古墳17基が分布して京泉シトミ原古墳群を形成し、その主墳に位置づけられるが、1984年（昭和59年）刊行の市史時点では8基が現存するのみである。1885年（明治18年）に発掘され、1931年（昭和6年）に発掘調査が実施されている。
墳丘は改変を受けているが、現状で東西22メートル・南北18メートル・高さ2.5メートルを測り、比較的大型（直径30メートル・高さ4メートル程度）の円墳と推測される。墳丘外表では形象埴輪（人物・鶏形・鞆形埴輪など）が出土している。埴輪は2列に並んだ状態で確認されており、完形の鶏形埴輪など優品が多く、特に子を背負う女子像や男女の裸像など稀な埴輪が出土した点で注目される。埋葬施設は無袖式の横穴式石室で、南西方向に開口する。石室は胴張りのない狭長で、奥に広がる羽子板状を呈する。明治期の発掘では、石室内から人骨歯・遺髪のほか勾玉・管玉・鈴釧・鉄鏃・鉄刀・馬具（轡）が出土したというが、現在では失われている。
築造時期は、古墳時代後期の6世紀後半頃と推定される。一帯では芳賀郡衙跡と推定される堂法田遺跡、その南側に大内廃寺跡が所在しており、古代芳賀郡の中枢地の前段階を表す古墳として注目されるとともに、学史上としても重要な古墳になる。
古墳域は1957年（昭和32年）に栃木県指定史跡に指定されている。

## 遺跡歴
- 1885年（明治18年）、発掘、副葬品出土（現在は所在不明）。
- 1930年（昭和5年）、墳丘西側で芋穴を広げる際に埴輪出土。
- 1931年（昭和6年）、墳丘西側の発掘調査（佐藤行哉・後藤守一、1931年に報告、遺物は帝室博物館保管（現在は東京国立博物館保管））。
- 1957年（昭和32年）8月30日、栃木県指定史跡に指定。

## 埋葬施設

石室俯瞰図

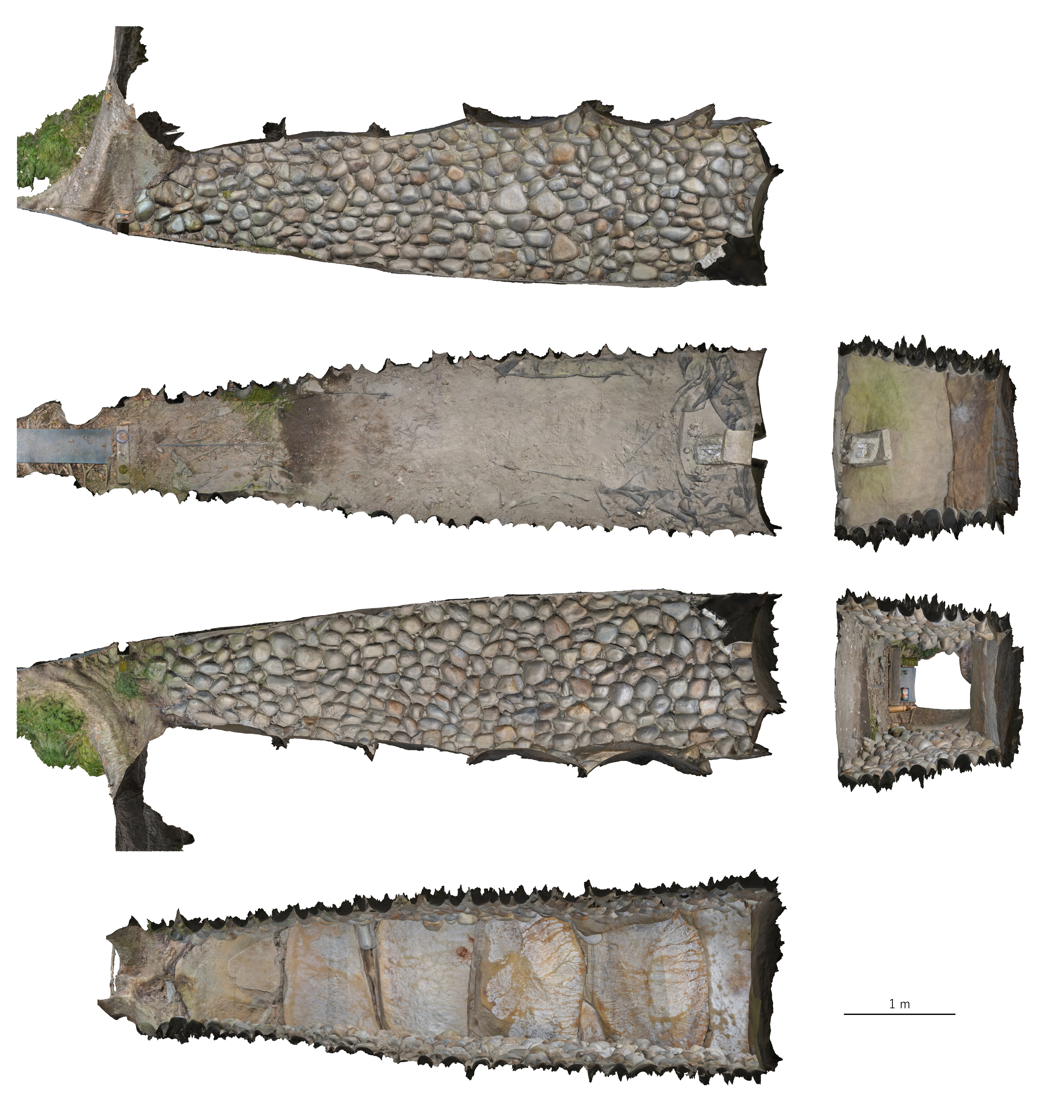
石室展開図

埋葬施設としては無袖式横穴式石室が構築されており、南西方向に開口する。石室の規模は、長さ5.68メートル、幅1.58メートル（奥壁）・0.81メートル（開口部）、高さ1.51メートル（奥壁）を測る。
石室の平面形は、胴張りのない狭長で、奥に広がる羽子板状を呈する。奥壁は2段積み。側壁は川原石の小口積みで、内側に持ち送り、川原石の隙間からは小石の控え積みが認められる。天井石は6枚。
石室内は明治期に発掘されており、石室の開口部付近で馬具、奥壁前の扁平石の上で人骨・毛髪・玉類など、奥壁付近に直刀があったという（現在は所在不明）。

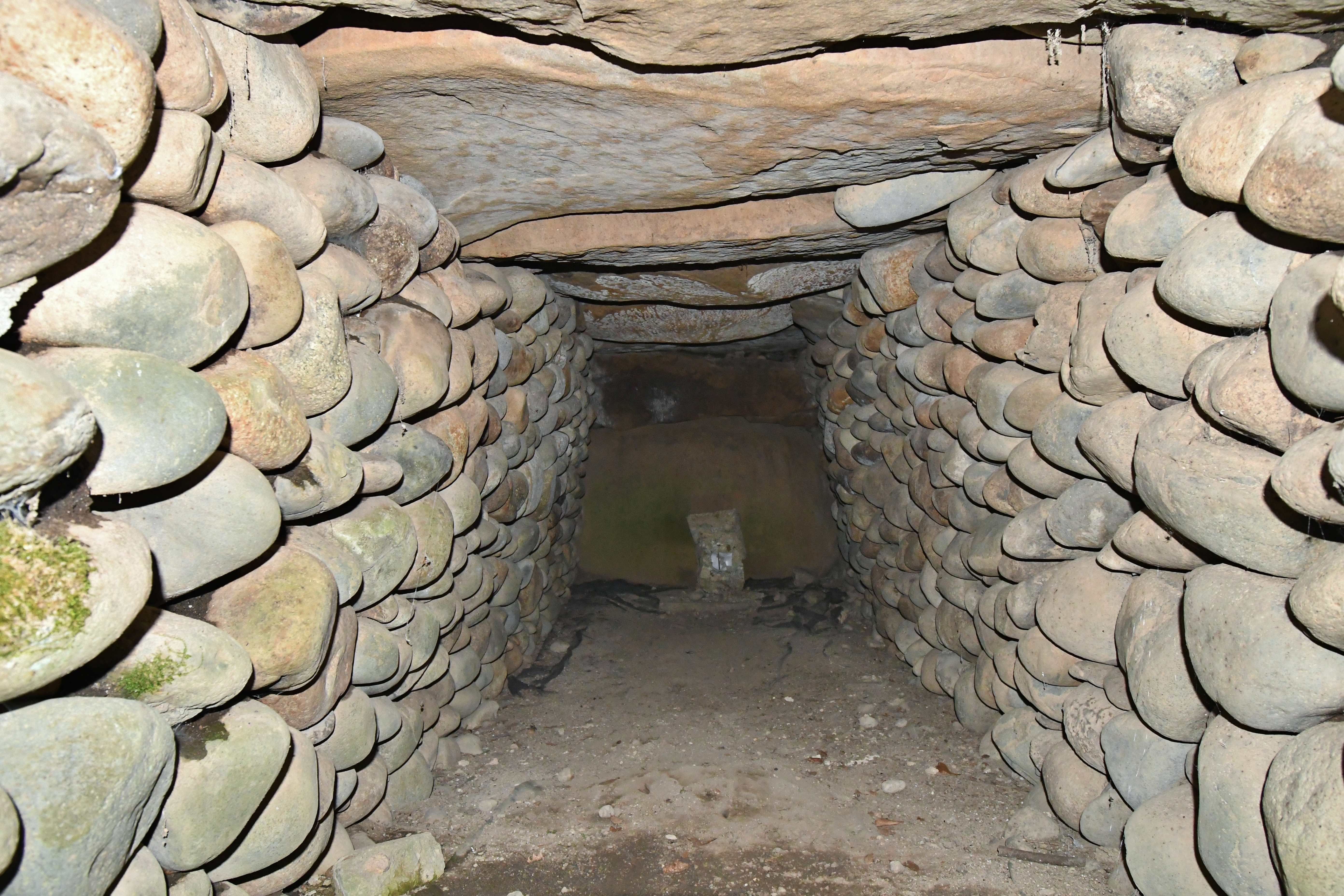
石室内部（奥壁方向）
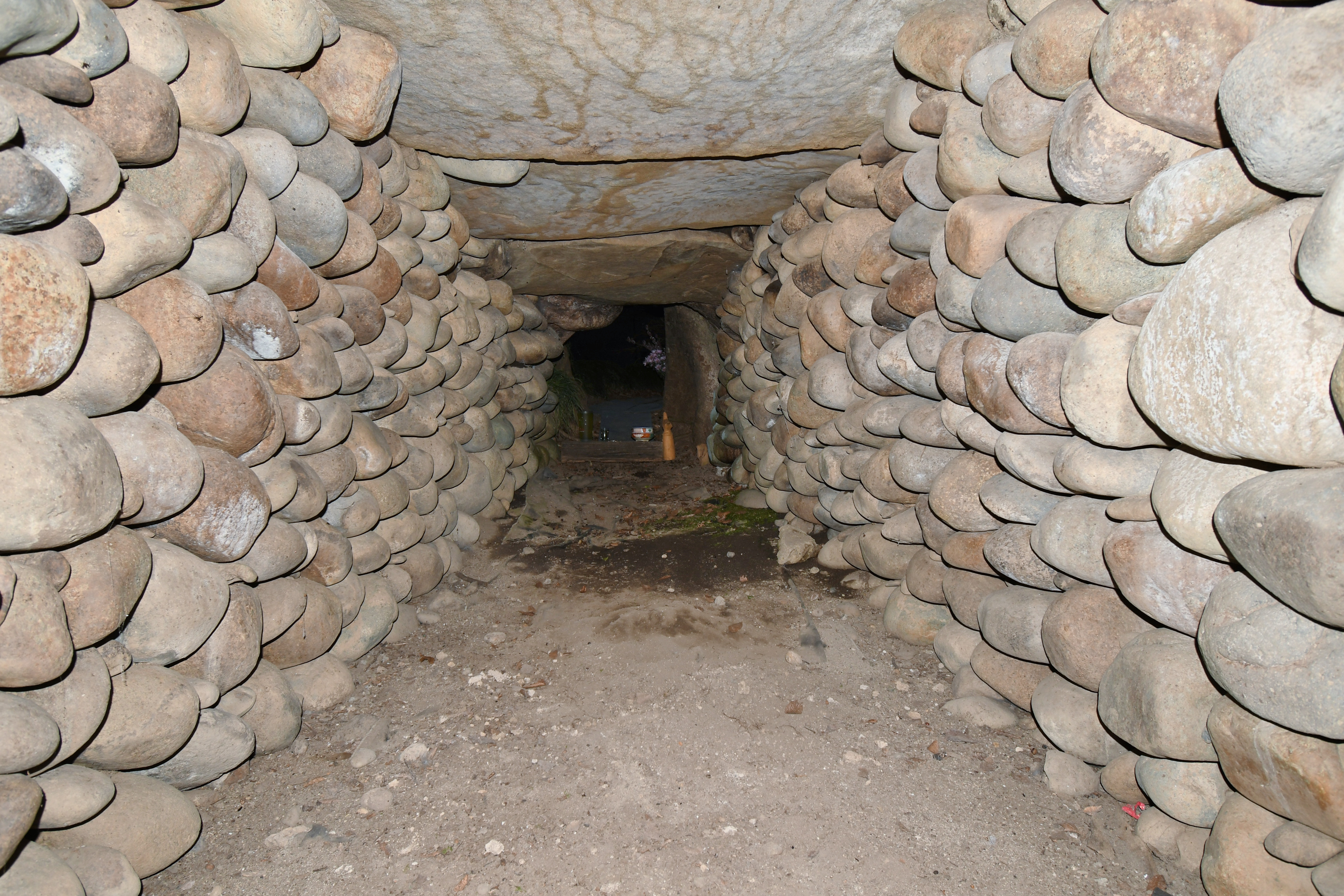
石室内部（開口部方向）

## 出土品

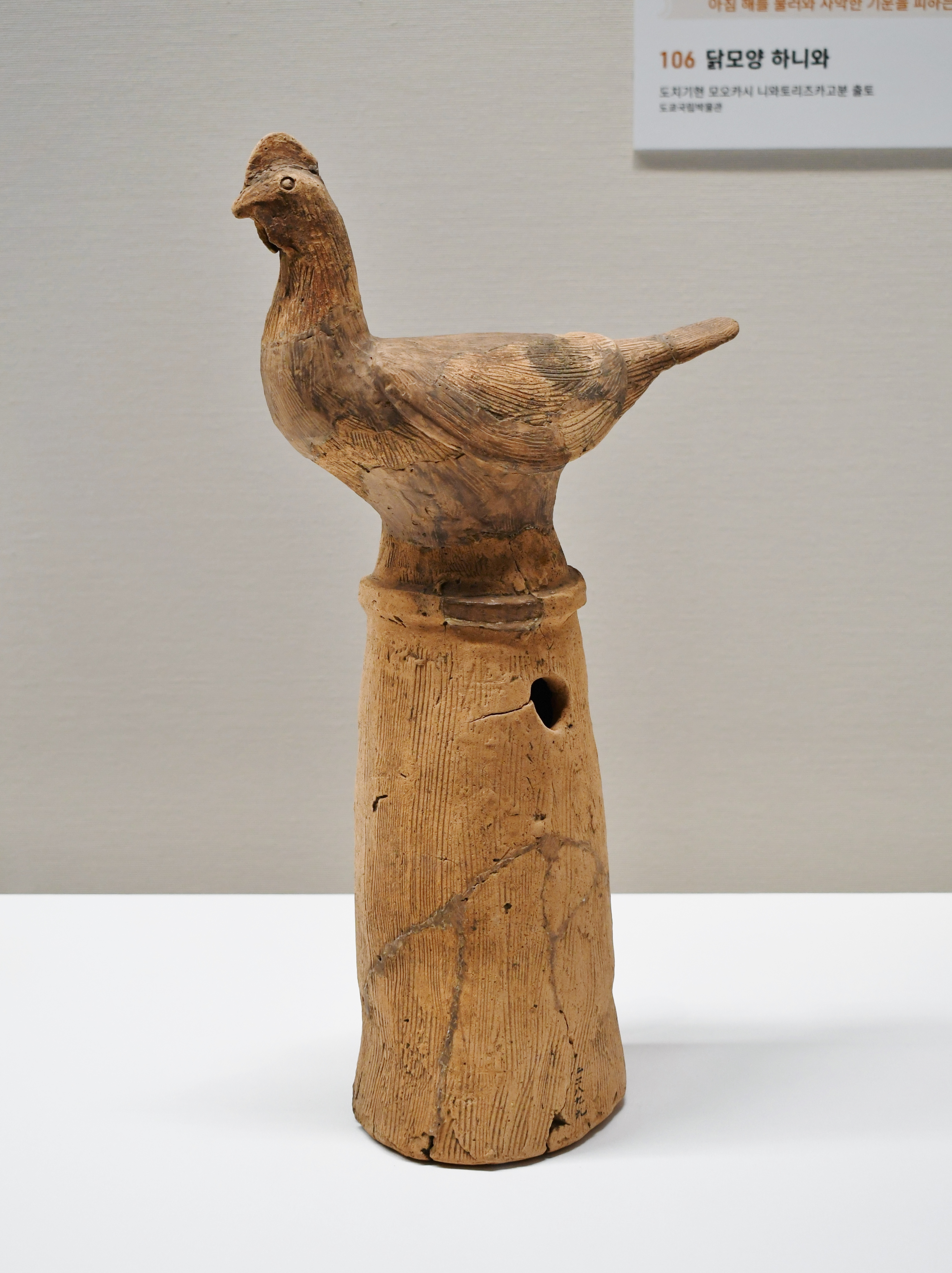
埴輪 鶏東京国立博物館蔵、九州国立博物館特別展示時に撮影。

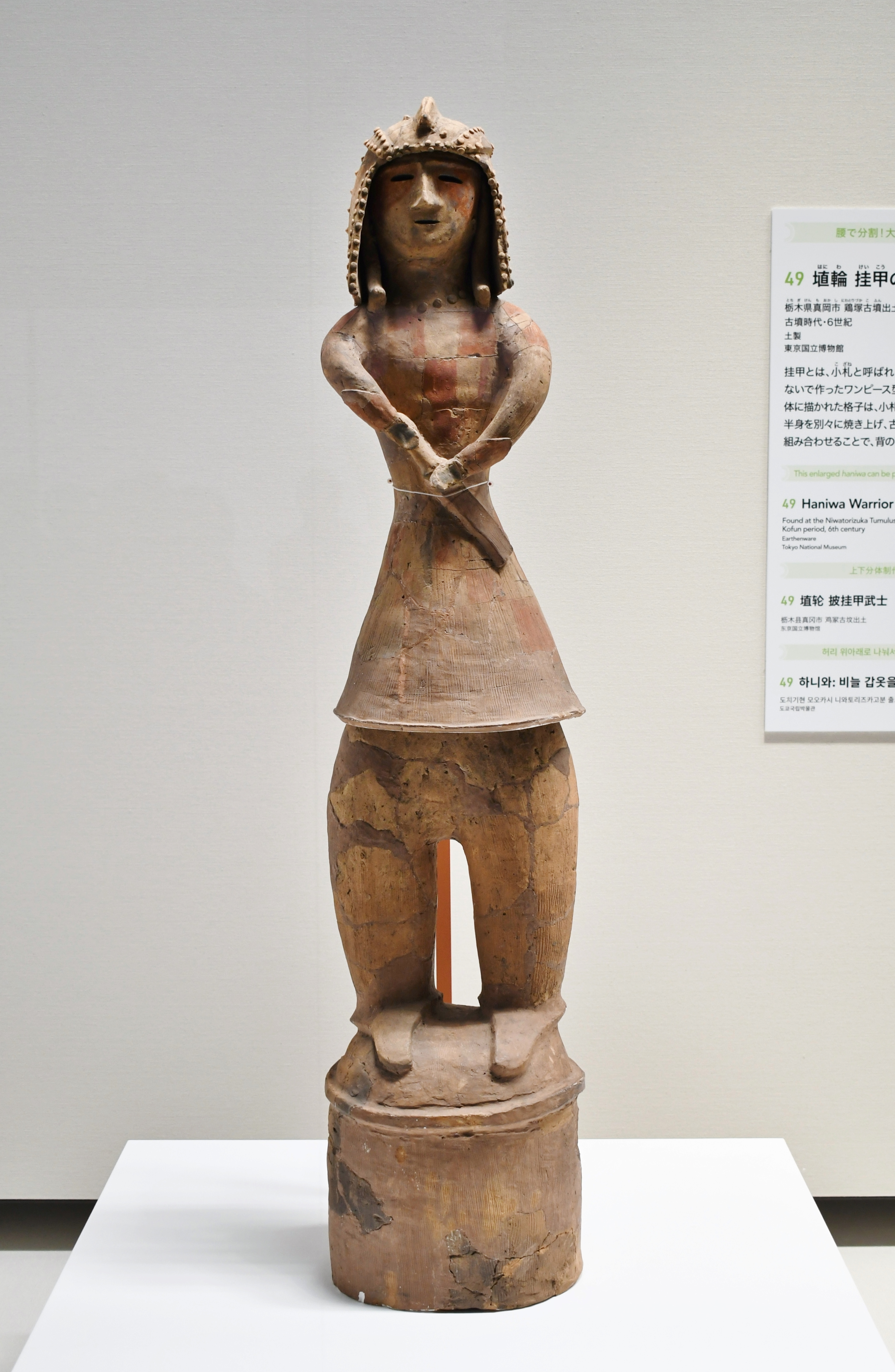
埴輪 武人東京国立博物館蔵、九州国立博物館特別展示時に撮影。

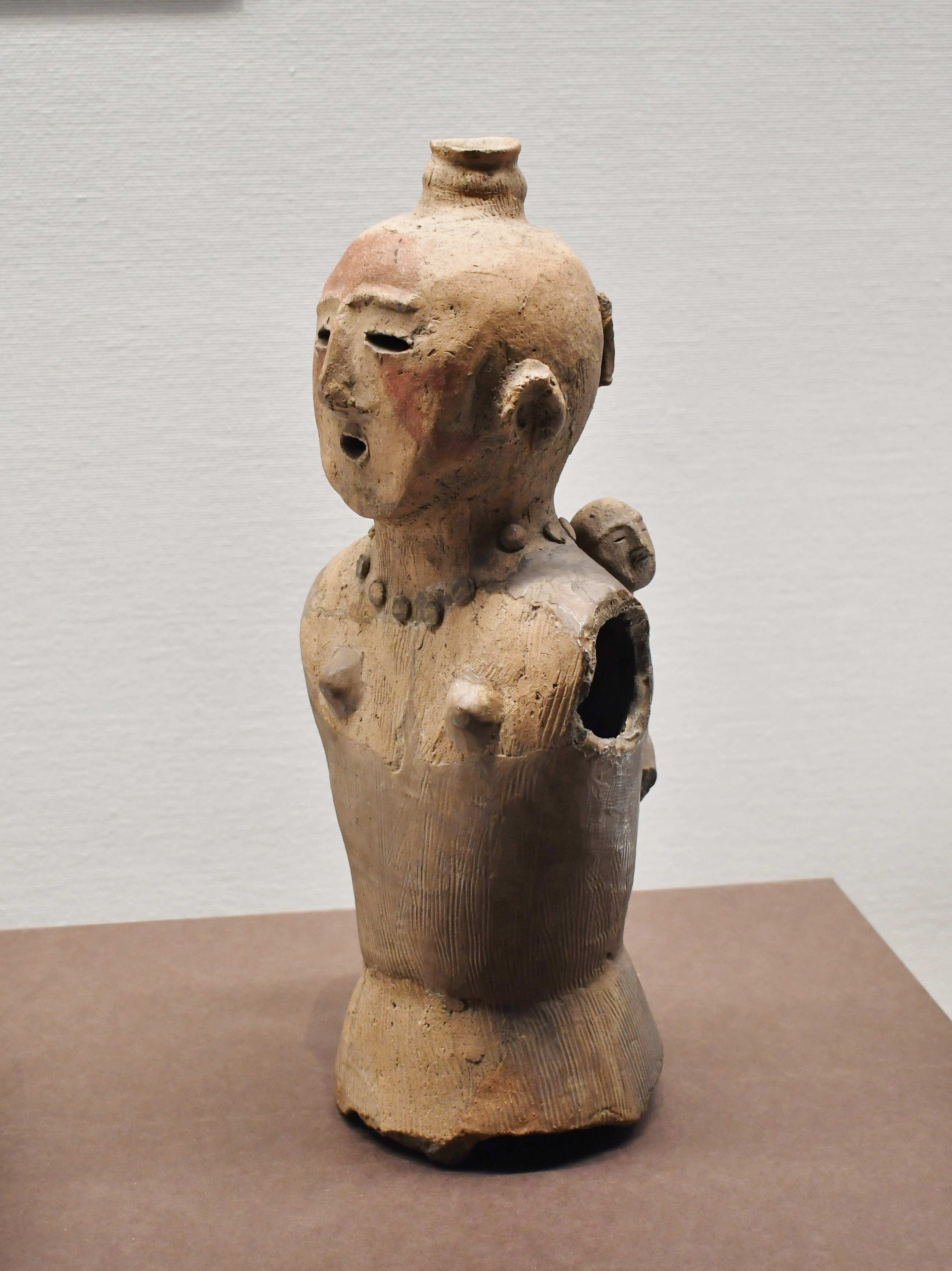
埴輪 子を背負う女子 東京国立博物館蔵、九州国立博物館特別展示時に撮影。
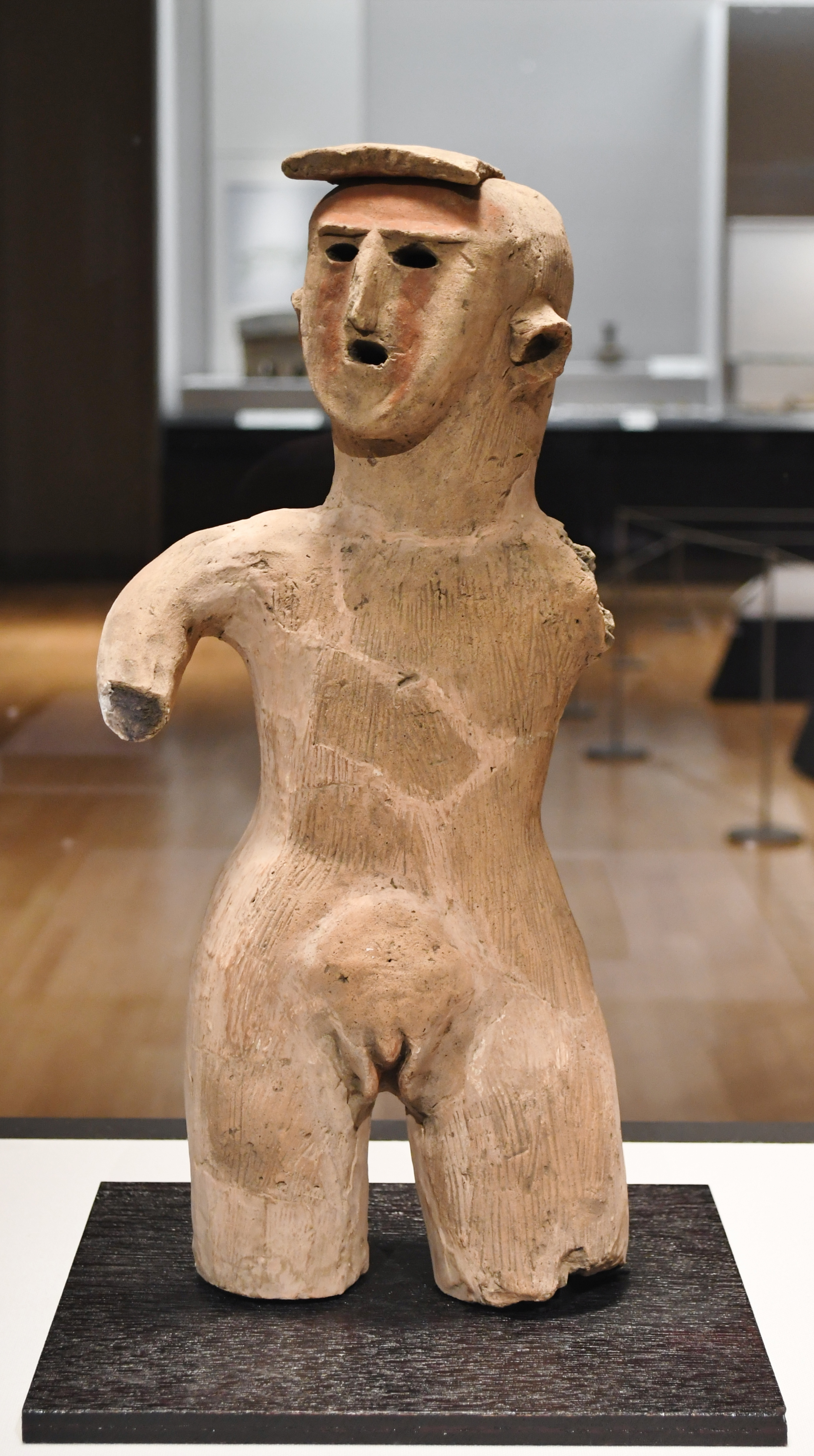
埴輪 裸の女子 東京国立博物館展示。
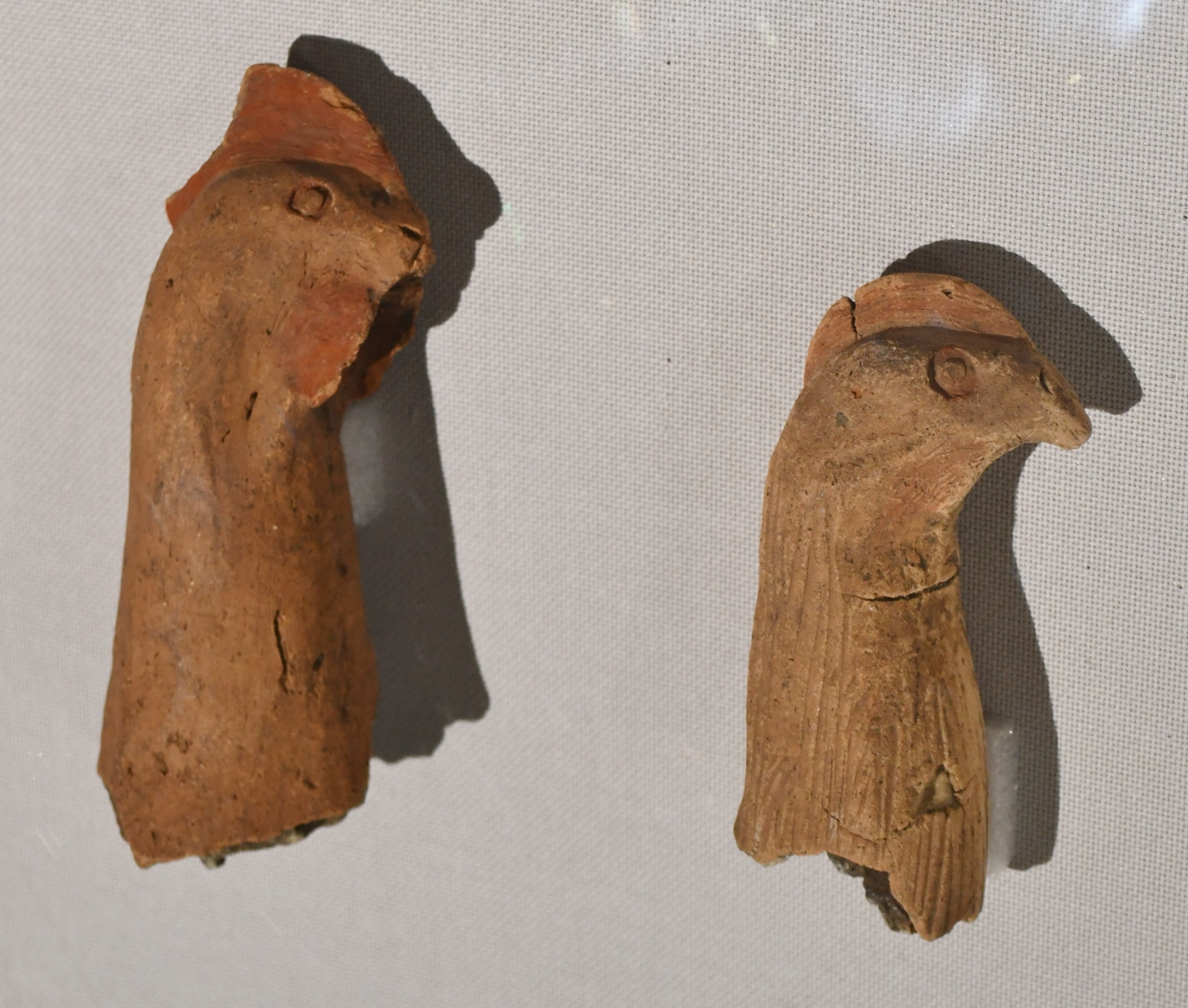
鶏形埴輪 東京国立博物館展示。

]
明治期の発掘出土品（現在は所在不明）
- 人骨 歯
- 毛髪
- 管玉 2
- 勾玉 6
- 鈴釧 1
- 直刀 3
- 鉄鏃 6
- 轡

昭和期の発掘調査出土品（東京国立博物館保管、そのうち主なもの）
- 埴輪 琴を弾く男子
- 埴輪 女子（盤領衣）
- 埴輪 女子（盤領状衣）
- 埴輪 女子（髪毛並み髷）
- 埴輪 女子（頭部に箱を載せる）
- 埴輪 子を背負う女子
- 埴輪 裸の女子
- 埴輪 挂甲の武人
- 埴輪 人物台
- 埴輪 陰茎
- 埴輪 鶏 - 1個体は完形。
- 埴輪 鞆

- 埴輪 子を背負う女子
東京国立博物館蔵、九州国立博物館特別展示時に撮影。
- 埴輪 裸の女子
東京国立博物館展示。
- 鶏形埴輪
東京国立博物館展示。

## 文化財

### 栃木県指定文化財
- 史跡
  - 鶏塚古墳 - 1957年（昭和32年）8月30日指定。

## 関連施設
- 東京国立博物館（東京都台東区） - 鶏塚古墳の出土品を保管。

## 関連文献
（記事執筆に使用していない関連文献）
- 佐藤行哉・後藤守一「雞塚古墳發見の埴輪」『考古学雑誌』第21巻第9号、日本考古学会、1931年9月、631-654頁。